# Atauro
Atauro est une île du Timor oriental, située en mer de Banda à près d'une trentaine de kilomètres au nord de l'île de Timor et de la capitale timoraise, Dili, entre les îles indonésiennes d'Alor (à l'ouest) et Wetar (au nord-est).
 Elle est la dernière des Petites îles de la Sonde avant les îles Barat Daya (Moluques), en Indonésie. Mais elle n'en est pas la plus orientale : ce titre revient à l'île Jaco, au large de la pointe orientale de Timor.

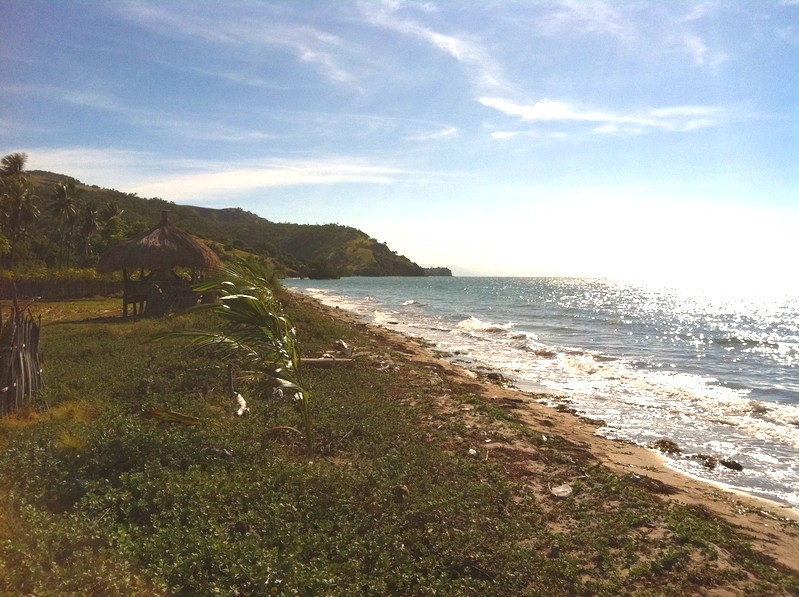
Littoral d'Atauro à Beloi [de

## Étymologie
Son nom signifie « chèvre » dans la langue wetar en usage sur l'île, à cause du nombre important de ces mammifères qui y ont élu domicile. La traduction de son toponyme en  indonésien est Pulau Kambing.  